# ラカーユ (小惑星)
ラカーユ (9135 Lacaille) は、小惑星帯に位置する小惑星である。パロマー天文台のトム・ゲーレルスとライデン天文台のファン・ハウテン夫妻が発見した。
名前はフランスの天文学者、ニコラ・ルイ・ド・ラカーユ（Abbé Nicolas-Louis de Lacaille, 1713年 - 1762年）に因んで命名された。